# Mamaliga

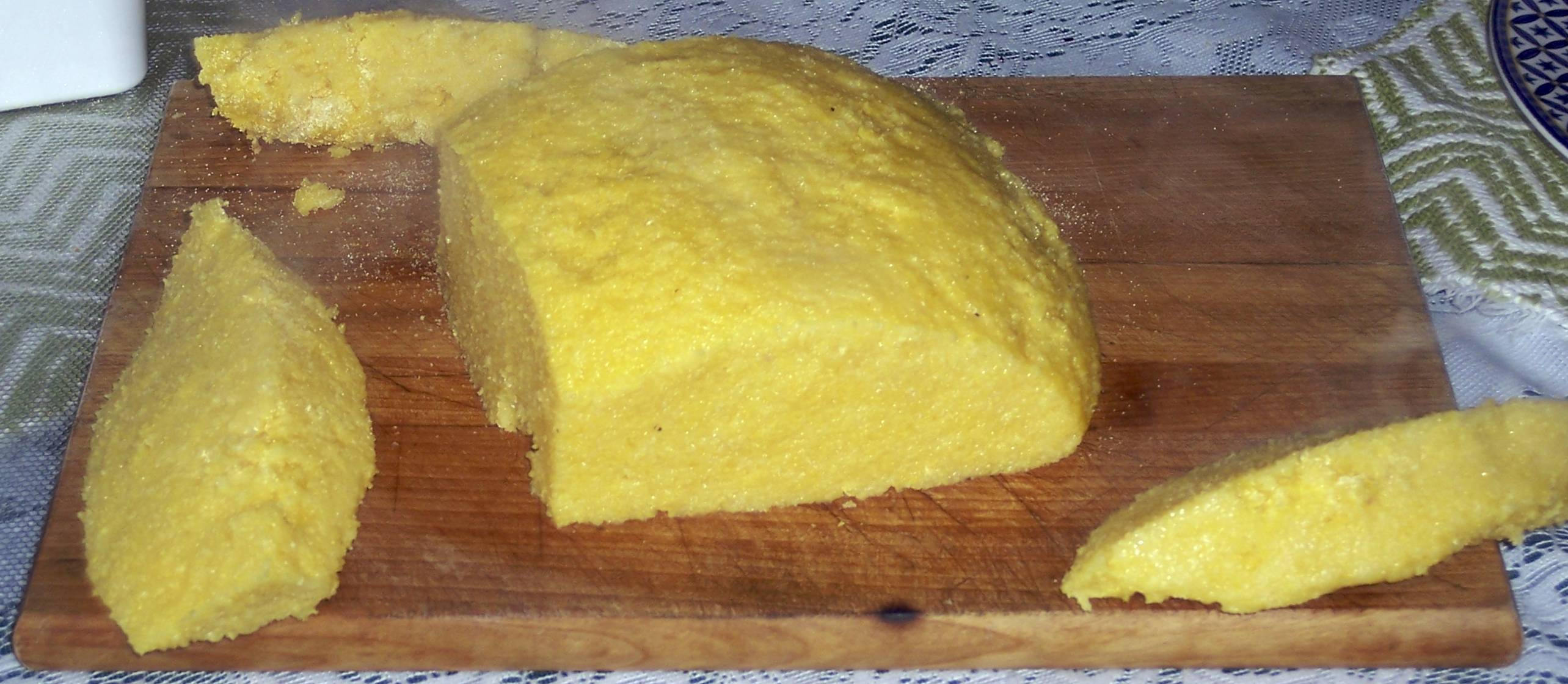
Mămăligă

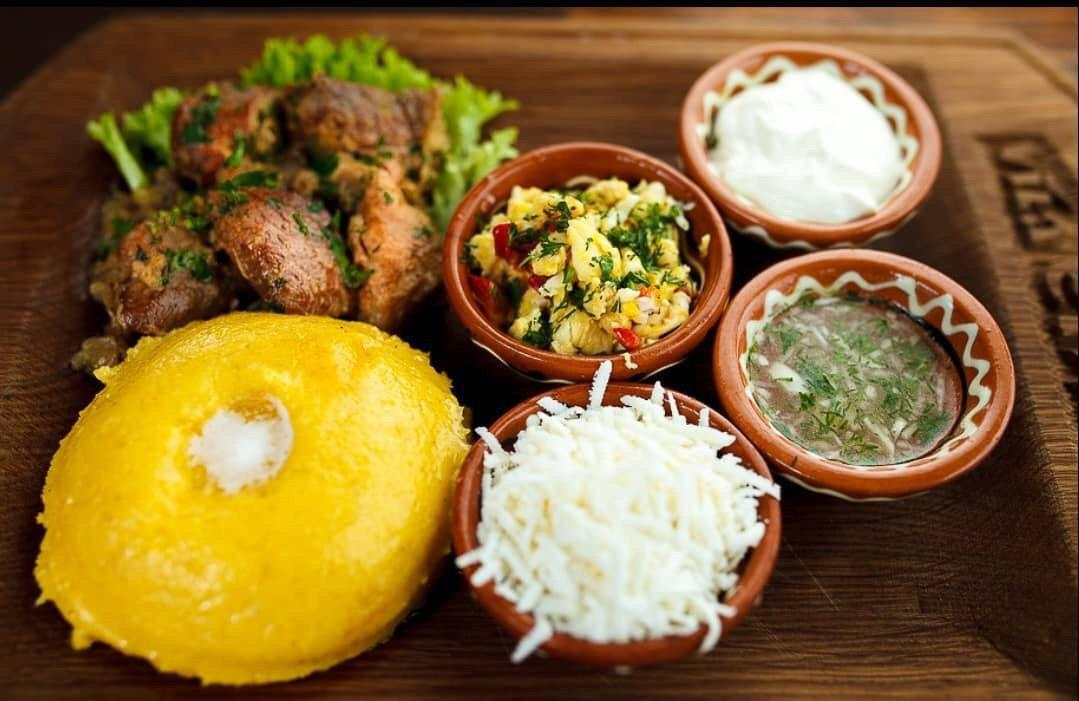

La mamaliga o polenta romanesa (pulizka en hongarès /puliskɒ/) és una mena de farinetes, feta de farina de blat de moro tradicional a Romania. S'assembla a la polenta italiana o el farro gironí. Forma part de la tradició culinària regional a Romania, Moldàvia i altres parts dels Balcans i la regió del Caucas. A Romania és un plat nacional.
Considerat un menjar dels camperols, «el pa dels pobres» serveix de substitut del pa en les zones rurals. Per als camperols sovint era l'únic plat, amb molt poca variació ni aport de vitamines i minerals. Aquesta alimentació monòtona feia que molta gent sofria pel·lagra.
Era popular durant el període previ a la industrialització, per ser molt fàcil per preparar, en comparació amb el pa. Els saxons de Transsilvània li deien als camperols de la zona «Paluks», menjadors de mamaliga, motiu derivat del mot hongarès pulizka. Segons la llegenda, en van donar als sants Pau i Lluc famolencs quan visitaven la regió. Ambdós n'eren engrescats i en record a la visita dels sants, la gent va reanomenar el plat «paulluc», que amb el temps va esdevenir pulizka. La versió bulgara «kachamak» s'hi assembla, tot i que els bulgars donen el malnom mamaligi («menjadors de mamaliga) als veïns. A l'entrada en la Unió Europa corria uns romanesos temien «No podrem fer la nostra mamaliga, perquè haurem de menjar llesques de pa embolicades amb plàstic amb un segell de seguretat alimentària!».
En el període modern la mamaliga es com un plat de base interessant, si es combina amb altres aliments, formatge, crema agra… en un dieta equilabrada. La mamaliga i altres preparats a partir d'aquesta, ara s'ofereixen també als restaurants i és molt ben valorada pels amants de gastronomia. La mamaliga es menja tant directament com tallada a bocins i fregida amb greix a la paella, amb sopa de verdures.
La denominació de mamaliga ha canviat de significat amb el temps. Abans de l'arribada del blat de moro de Turquia probablement al segle xviii durant l'ocupació otomana, a terres romaneses la mamaliga es feia amb farina de mill, semblant al porridge britànic, o altres plats fets de cereals bullits a l'aigua com se'n troben als cinc continents, la manera de menjar cereals universal, històricament anterior a la massa fermentada.

## Preparació
Tradicionalment, la mamaliga es prepara amb aigua calenta, sal i farina de blat de moro dins d'un bol de metall amb una forma especial anomenat, en romanès, ceaun. Preparada a l'estil camperol i emprada en substitució del pa, la mămăliga és més densa que la polenta italiana fins al punt que es pot tallar a bocins, com el pa. Segons menester, per a altres plats, es pot fer mamaliga més tova.